# Kanamemo
Kanamemo (яп. かなめも Записки Каны) — ёнкома, написанная и иллюстрированная Сёко Ивами. Впервые публиковалась издательством Houbunsha в журнале Manga Time Kirara Max с 19 июня 2007 года. На основе сюжета комикса студией Feel Studios был выпущен аниме-сериал, 13 серий которого транслировались по телеканалу TV Tokyo с 5 июля по 17 сентября 2009 года а также трансляция шла параллельно по американскому телеканалу Crunchyroll. Сериал также транслировался на таких японских телеканалах, как AT-X, TV Aichi, TV Hokkaido, TV Osaka и TV Setouchi.

## Сюжет
Главную героиню по имени Кана Накамати в последнее время преследует страшная неудача. Сначала умирают её родители, потом бабушка, а теперь из-за долгов вещи выносить стали. Кана покидает дом, начинает путешествовать и попадает в маленькую фирму по доставке газет — «Фунсин Гадзэттэ», в которой работают и живут пять молодых девушек. Сами девушки вполне необычные; две лесбиянки — Юки и Юмэ, алкоголичка Харука, неуверенная в себе Хината и менеджер компании Саки, которой ещё только 6 лет, зато самая зрелая из всей команды. Они принимают Кану в свою команду, и главной её задачей становится кормить сотрудниц обедами и учиться на разносчика газет.

## Список персонажей
Кана Накамати (яп. 中町 かな Накамати Кана) — главная героиня истории. Ей 13 лет. Она сирота, так как её родители а позже и бабушка умерли. Когда в её дом приходят забрать вещи, Кана сбегает из дома и попадает в фирму по доставке газет, где она сейчас живёт. Кана очень добрая и застенчивая девушка, которая склонна всего пугаться, особенно в присутствии Харуки. Очень болезненно реагирует на то, что плохо или недостаточно понимает. Иногда думает о том, что ей придётся покинуть фирму по доставке газет. Кана порой неуклюжая, но может хорошо готовить.
Сэйю: Аки Тоёсаки
Саки Амано (яп. 天野 咲妃 Амано Саки) — менеджер компании Фунсин Гадзэттэ и помощница директора. Хотя ей всего 6 лет, она единственная в команде со самым здравым и серьёзным умом и часто делает выговор другим членам команды. Тем не менее она часто помогает Кана решить её проблемы. Любит спонтанно давать другим награды. Несмотря на наличие психического расположения к зрелому возрасту, она начинает вести себя как вежливый ребёнок, чтобы подружиться с одноклассниками или убедить родителей купить подписку.
Сэйю: Каору Мидзухара
Юмэ Китаока (яп. 北岡 ゆめ Китаока Юмэ) — энергичная девушка, которая всегда ходит в хорошем и весёлом настроении и порой раздражает этим других. Учится в кондитерской академии, где готовят пищу. В любое блюдо добавляет слишком много сахара. (Например в блюдо карри добавила два мешка сахара) Влюблена в Юки и образует с ней пару. Любит делать всё с Юки, но разочаровывается, когда такой возможности нет.
Сэйю: Рё Хирохаси
Юки Минами (яп. 南 ゆうき Минами Ю:ки) — самая высокая и застенчивая девушка в команде и любовница Юмэ. Обычно всегда спокойная за исключением тех случаев, когда ей приходится делать что-то без Юмэ. Не стесняется показывать любовь к ней и даже может поцеловать Юмэ в общественных местах. Когда Юмэ делает что-то интересное без неё, то начинает испускать гнусную ауру и отталкивать тем самым других людей.
Сэйю: Ая Эндо
Харука Нисида (яп. 西田 はるか Нисида Харука) — у неё голубые волосы и она носит очки. Пристрастна к распитию сакэ (рисовый алкогольный напиток) и часто находится в пьяном состоянии. Она посещает колледж по изучению биоферментации и создаёт множество различных напитков из биологических веществ (в результате почти всегда получаются алкогольные напитки). Она также самопровозглашенная Лоликон с фетишем «для молодых девушек до 15 лет», часто пользуясь Каной достигает успехов, из-за чего Кана боится её.
Сэйю: Юй Хориэ
Хината Адзума (яп. 東 ひなた Адзума Хината) — беззаботная девушка, которая любит играть в азартные игры или инвестировать капитал с помощью различных средств, таких как скачки и на фондовом рынке. Но зато однажды жалеет денег на покупке сладкой ваты, сказав, что это просто куча сахара. Пыталась вступить в колледж несколько раз, но проваливала экзамен. Она в хороших отношениях с Каной, которая не раз помогала ей. Именует себя в именительном падеже местоимением мужского рода «боку», тогда как женщины традиционно называют себя «ватаси» или более женственно «атаси».
Сэйю: Эри Китамура
Мика Кудзиин (яп. 久地院 美華 Кудзиин Мика) — работает в другой газетной компании, хотя и не хочет это признать. Часто необдуманно обвиняет других, создавая лишние проблемы.Если она теряется во время маршрута и встречает Кану,то «позволяет» себя сопровождать её до следующей остановки. Позже Мика и Кана становятся друзьями, а Мика влюбляется тайно в Кану и стала ревновать при мысли при наличии друга у Каны. В манге же истинные чувства Мики к Кане не раскрываются полностью.
Сэйю: Риэ Кугимия
Маримо (яп. まりも Маримо) — появляется в восьмой и двенадцатой серии. Она является бывшим сотрудником Фунсин Гадзэттэ, работала, до того как окончила колледж, и в то время была самым плохим сотрудником компании. Тем не менее Маримо сумела найти общий язык со всеми. У неё особенно близкие отношения с Саки. Теперь Маримо живёт за счёт случайных работ, таких, как например продажа овощей по очень низкой цене.
Сэйю: Микако Такахаси

## Манга
Манга-ёнкома была написана и иллюстрирована Сёко Ивами. Впервые публиковалась издательством Houbunsha в журнале Manga Time Kirara Max с 19 июня 2007 года. Всего было выпущено 4 тома:
| № | Дата публикации | ISBN                   |
| - | --------------- | ---------------------- |
| 1 | Сентябрь 2008   | ISBN 978-4-8322-7725-0 |
| 2 | Апрель 2009     | ISBN 978-4-8322-7791-5 |
| 3 | Октябрь 2009    | ISBN 978-4832278448    |
| 4 | Ноябрь 2010     | ISBN 978-4-8322-7960-5 |

## Список серий
| #  | Название                                                                                            | Дата выхода       |
| -- | --------------------------------------------------------------------------------------------------- | ----------------- |
| 01 | My First Time, All Alone... «Хадзимэтэ но, хиториботти…» (はじめての、ひとりぼっち…)                | 5 июля, 2009      |
| 02 | My First Paper Delivery «Хадзимэтэ но, симбун хайтацу» (はじめての、新聞配達)                       | 12 июля, 2009     |
| 03 | My First Smile «Хадзимэтэ но, сумаиру» (はじめての、スマイル)                                       | 19 июля, 2009     |
| 04 | My First Day at the Pool «Хадзимэтэ но, пу:ру» (はじめての、プール)                                 | 26 июля, 2009     |
| 05 | My First Time at the Bath with Everyone «Хадзимэтэ но, минна дэ офуро» (はじめての、みんなでお風呂) | 2 августа, 2009   |
| 06 | My First Ghost Story «Хадзимэтэ но, коваи ханаси» (はじめての、恐い話)                              | 9 августа, 2009   |
| 07 | My First Welcome «Хадзимэтэ но, омукаэ» (はじめての、お迎え)                                        | 16 августа, 2009  |
| 08 | My First Talk About Memories «Хадзимэтэ но, омоидэбанаси» (はじめての、思い出話)                    | 23 августа, 2009  |
| 09 | My First Diet? «Хадзимэтэ но, даиэтто?» (はじめての、ダイエット?)                                   | 30 августа, 2009  |
| 10 | My First Feelings «Хадзимэтэ но, кимоти» (はじめての、気持ち)                                       | 6 сентября, 2009  |
| 11 | My First Time Nursing «Хадзимэтэ но, камбё:» (はじめての、看病)                                     | 13 сентября, 2009 |
| 12 | The First Person «Хадзимэтэ но, хито» (はじめての、ひと)                                            | 20 сентября, 2009 |
| 13 | And, The First... «Соситэ, Хадзимэтэ но…» (そして、はじめての…)                                     | 27 сентября, 2009 |

## Критика
Согласно обзору представителя сайта world-art Анастасии Розановой, сериал даёт аллюзию на утопию, в буквальном смысле «коммунизм». Малолетние девочки самостоятельно работают под покровительством добрых органов опеки, ведут хозяйство, платят квартплату, вносят рассрочку и вместе с этим умудряются посещать школу, а добрый мир взрослых буквально прогибается под их ногами. Во время тайфуна Кана с подружками ходит в баню, и пьёт молоко. Пока Кана занимается своими делами, красиво цветёт сакура.